# Арслан, Ахмет (политик)
Ахмет Арслан (род. 2 июня 1962) — турецкий политик.

## Биография
Родился в 1962 году в Кагызмане. Окончил академию национальной безопасности, затем колледж кораблестроения и океанотехники при Стамбульском техническом университете. Затем работал в управлении мореходства. Занимал должность директора главного управления по строительству железных дорог, портов и аэропортов. Входил в состав главного управления по контролю за государственными аэропортами.
В течение семи лет работал в частном секторе. Являлся членом собрания мореходства при Союзе торговых палат и товарных бирж Турции.

### Политическая карьера
В ноябре 2015 года Ахмет Арслан был избран членом Великого национального собрания от партии справедливости и развития. После отставки премьер-министра Ахмета Давутоглу в мае 2016 года, на внеочередном партийном конгрессе, проходившем 22 мая, новым премьер-министром был избран занимавший на тот момент пост министра транспорта Бинали Йылдырым. 24 мая он сформировал новое правительство, в котором Арслан занял пост министра транспорта.